# Machaerocera
Machaerocera is een geslacht van rechtvleugeligen uit de familie veldsprinkhanen (Acrididae). De wetenschappelijke naam van dit geslacht is voor het eerst geldig gepubliceerd in 1859 door Saussure.

## Soorten
Het geslacht Machaerocera  is monotypisch en omvat slechts de volgende soort:
- Machaerocera mexicana (Saussure, 1859)